# Accelerated Mobile Pages
AMP (originariamente acronimo di Accelerated Mobile Pages) è un framework HTML open source sviluppato dall'AMP Open Source Project. È stato originariamente creato da Google come concorrente di Facebook Instant Articles e Apple News. AMP è ottimizzato per la navigazione web mobile e ha lo scopo di aiutare le pagine web a caricarsi più velocemente. Le pagine AMP possono essere memorizzate nella cache da una CDN, come Microsoft Bing o le cache AMP di Cloudflare, che consentono di offrire le pagine più rapidamente.
AMP è stato annunciato per la prima volta il 7 ottobre 2015. Le pagine AMP hanno iniziato a essere visualizzate nei risultati di ricerca di Google Mobile nel febbraio 2016. AMP è stato criticato per aver potenzialmente dato ulteriore controllo sul Web a Google oltre che per altre preoccupazioni. Il progetto AMP ha annunciato che sarebbe passato a un modello di governance aperto il 18 settembre 2018.

## Storia

### Annuncio e lancio
Il progetto AMP è stato annunciato da Google il 7 ottobre 2015, in seguito alle discussioni con i suoi partner della Digital News Initiative (DNI) e altri editori di notizie e aziende tecnologiche in tutto il mondo, sul miglioramento delle prestazioni del Web mobile. Più di 30 editori di notizie e diverse aziende tecnologiche (tra cui Twitter, Pinterest, LinkedIn e WordPress) sono stati inizialmente annunciati come collaboratori del progetto AMP.
Le pagine AMP hanno fatto la loro comparsa per la prima volta agli utenti Web nel febbraio 2016, quando Google ha iniziato a mostrare le versioni AMP delle pagine Web nei risultati di ricerca per i dispositivi mobili. All'inizio i collegamenti alle pagine AMP avevano soltanto una sezione "Top Stories" dei risultati di ricerca mobile di Google; da settembre 2016 Google ha iniziato a mostrare i contenuti AMP nell'area principale dei risultati di ricerca mobile. I link AMP nella ricerca Google sono facilmente identificabili da un'icona a forma di fulmine.
Secondo uno dei co-fondatori del progetto AMP, Malte Ubl, AMP era originariamente chiamato PCU, che stava per Portable Content Unit.

### Crescita ed espansione
Microsoft ha annunciato, a Settembre 2016, il supporto per AMP nelle app Bing per iOS e Android.
Nel febbraio 2017, Adobe ha riferito che le pagine AMP rappresentavano il 7% di tutto il traffico web per i principali editori negli Stati Uniti.
Nel maggio 2017, Google ha riferito che 900.000 domini web pubblicavano pagine AMP con oltre due miliardi di pagine AMP pubblicate a livello globale.
Nel 2017, a Giugno, anche Twitter ha iniziato a collegarsi alle pagine AMP dalle sue app iOS e Android.
A settembre 2018, Microsoft ha iniziato a implementare il proprio visualizzatore Bing AMP e la propria cache AMP.
Il 7 dicembre 2018, AMP ha annunciato il suo plug-in ufficiale per WordPress, che ha consentito ai siti Web di WordPress di includere pagine pronte per AMP.
Come annunciato dal responsabile tecnico di AMP Malte all'AMP Conf '19, AMP ora è solo AMP e non è più l'acronimo di Accelerated Mobile Pages.

## AMP Framework

### HTML AMP
Il framework AMP è costituito da tre componenti: AMP HTML, che è il markup HTML standard con componenti web; JavaScript AMP, che gestisce il caricamento delle risorse; e cache AMP, che servono e convalidano le pagine AMP.
La maggior parte delle pagine AMP viene fornita dalla cache AMP di Google, ma altre aziende possono supportare le cache AMP. La società di prestazioni e sicurezza Internet Cloudflare ha lanciato una cache AMP a marzo 2017.

### Storie web
Le Web Stories, note come AMP Stories fino ad aprile 2020, sono state introdotte nel 2018. Le storie web sono un formato incentrato sui dispositivi mobili per fornire notizie e informazioni come storie toccabili.

### E-mail AMP
Google, nel 2018,  ha annunciato la nuova sezione Email AMP del framework AMP. AMP per e-mail consente ai mittenti di includere componenti AMP all'interno delle e-mail. Il formato email AMP fornisce un sottoinsieme di componenti HTML AMP da utilizzare nei messaggi email.

## Tecnologia

### Formato online
Le pagine AMP sono pubblicate online e possono essere visualizzate nella maggior parte dei browser attuali. Quando una pagina web standard ha una controparte AMP, un link alla pagina AMP viene solitamente inserito in un tag HTML nel codice sorgente della pagina standard.

### Integrazione di terze parti
Qualsiasi organizzazione o individuo può creare prodotti o funzionalità che funzioneranno sulle pagine AMP, a condizione che siano conformi alle specifiche del progetto AMP. A luglio 2017, il sito Web del progetto AMP elencava circa 120 società pubblicitarie e circa 30 società di analisi come partecipanti al progetto AMP.

### Prestazione
Google segnala che le pagine AMP pubblicate nella ricerca Google in genere si caricano in meno di un secondo e utilizzano dati dieci volte inferiori rispetto alle pagine non AMP equivalenti. CNBC ha riportato una diminuzione del 75% del tempo di caricamento della pagina mobile per le pagine AMP rispetto alle pagine non AMP, mentre Gizmodo ha riferito che le pagine AMP sono state caricate tre volte più velocemente delle pagine non AMP.
Un documento accademico su AMP rivela che il tempo di caricamento della pagina delle pagine AMP è 2,5 volte più veloce rispetto alle versioni non AMP nella pagina dei risultati di ricerca di Google senza pre-rendering. Con il pre-rendering, la versione AMP è circa nove volte più veloce della versione non AMP, sebbene il pre-rendering possa consumare dati mobili aggiuntivi.

### Parità con le pagine canoniche
Google ha annunciato che a partire dal 1 febbraio 2018 richiederà che il contenuto delle pagine canoniche e quelle visualizzate tramite AMP siano sostanzialmente le stesse. Questo ha lo scopo di migliorare l'esperienza degli utenti evitando le comuni difficoltà con l'interfaccia utente e aumentare la sicurezza e la fiducia.

## Esempio
Il seguente codice è un esempio di HTML AMP:
```
<
amp-img
 
src
=
"example.jpg"
 
width
=
"400"
 
height
=
"400"
></
amp-img
>

    
<
amp-ad

      
width
=
"500"

      
height
=
"450"

      
type
=
"a9"

      
data-aax_size
=
"500x450"

      
data-aax_pubname
=
"test123"

      
data-aax_src
=
"302"

    
>

    
</
amp-ad
>

```

Il seguente codice è un esempio di AMP in PHP
```
$amp
=
new
 
AmpGeneratorOne
(
$canonical
,
$base
);

$amp
->
startAmp
(
new
 
HeaderModel
(
"Example"
,
"AMP Generator One"
));

```

## Pro e contro[40][41][42]
| Pro | Contro |
| - Risultati di ricerca migliori - Velocità nel caricamento delle pagine (I contenuti AMP vengono caricati dai server di Google tramite il loro Content Delivery Network (CDN)) - Diminuzione della frequenza di rimbalzo (Bounce Rate) - Aumento del ROI sugli annunci (ad esempio con Adsense) | - Contenuti video a caricamento lento - Difficile gestione per i non sviluppatori - Widget e funzionalità limitati - Analisi limitate. AMP supporta Google Analytics con tag diversi e quindi richiede tempo e risorse per posizionarli per poter raccogliere e analizzare i dati degli ingressi sul sito |